# ザ・タックスマン (バンド)
ザ・タックスマン（The Taxman）は、1966年に結成されたグループ・サウンズのバンド。1969年に解散。

## メンバー
- 吉見聖（ボーカル）
- 上月潤（リードギター）のちにフラワー・トラベリン・バンドに参加。
- 葉山浩二（ギター）
- 三条タケシ（ベース）
- 瀬尾ヨシオ（ドラムス）

## 概要
1966年、京都で結成。バンド名はビートルズの楽曲タイトルから。京都在住フォークやロックバンドの演奏活動支援を行っていた、学生市民サークル「カレッジアン」後援から京都府内祇園の「ニューデルタ」などディスコに出演。1967年から大阪ミナミのジャズ喫茶「ナンバ一番」に出演、人気を博して同年11月に上京。1968年日本コロムビアからジェスとジェイムスの日本語カバー「恋よ恋よ恋よ」でデビュー。シングル４枚をリリースしたが1969年に解散した。

## ディスコグラフィー

### シングル
- 恋よ恋よ恋よ / 恋の片道切符（1968年3月20日臨発）P-11　A面はベルギーのデュオ、ジェスとジェイムス（オランダ語版）の日本語カバー。オリコン58位。B面はニール・セダカの英語カバー。
- 嘆きのキング / 二人の夜明け（1968年7月15日臨発）P-26　B面はウド・ユルゲンスの日本語カバー。
- ヨットと少年 / 愛しのリナ（1968年10月1日）P-38
- チュー・チュー・ラヴ/ 愛の教え（1969年7月1日）P-64　A面の作詞作曲は子門真人（椿もとみ名義）。